# Villar de Argañán
Villar de Argañán è un comune spagnolo di 109 abitanti situato nella comunità autonoma di Castiglia e León.